# Hugo de Grootgracht
De Hugo de Grootgracht is een gracht in Amsterdam-West.

## Geschiedenis en ligging
De gracht en bijbehorende kades werden op 30 maart 1881 vernoemd naar de humanist en rechtsgeleerde Hugo de Groot, al werd ze later nog twee keer geherdefinieerd.
De gracht loopt van de Singelgracht, ter hoogte van de Raampoort, in het oosten naar de Kostverlorenvaart in het westen, waar een vijfsprong is met de Bilderdijkgracht en het Westelijk Marktkanaal. De Da Costagracht is een zijgracht. De Nassaukade (brug 166) en de Bilderdijkstraat (brug 7) kruisen de gracht met vaste bruggen.
De kaden langs de gracht hebben de naam Hugo de Grootkade, behalve het eerste deel aan de zuidkant, dat de Da Costakade heet.
Aan diezelfde kant ligt het Bilderdijkpark (op een voormalige begraafplaats van De Liefde) ligt aan de gracht en is met een bolle hoge brug voor voetgangers en fietsen, de Katterug, over de gracht verbonden met de Van Reigersbergenstraat. De gracht loopt evenwijdig met de nabije winkelstraten De Clercqstraat en Tweede Hugo de Grootstraat.
Het eerste deel van de gracht, bij de Nassaukade, werd rond 1882 gegraven op de plek van de Vinkenbuurtsloot, een oude kavelsloot die liep langs het Kerkpad van De Liefde en waar de oude houten huisjes plaats moesten maken voor nieuwbouw. Het laatste deel van de gracht bij de aansluiting met de Kostverlorenvaart werd pas in 1903 aanbesteed.

## Gebouwen
Bij een inventarisatie van eventuele toekomstige monumenten werden geen gebouwen aangetroffen die die kwaliteit bezitten; het betrof bijna allemaal doorsnee gebouwen uit de periode rond 1900. Eruit springen:
- Hugo de Grootkade 12-16, een blokje ontworpen door D.H. Hogendijk
- Hugo de Grootkade 1-7, een blokje ontworpen door J. Balke
- Hugo de Grootkade 9-15, een blok van een vooralsnog onbekende architect.

Het opvallendste gebouw staat op nummer 20; Zorgcentrum De Poort. Hugo de Grootkade 76 tot en met 86 is wel een gemeentelijk monument, maar maakt deel uit van veel groter geheel.

### De Poort
Zorgcentrum De Poort werd van 1965 tot december 1968 gebouwd, op de terreinen van de indertijd net gesloopte Raamkerk met haar paviljoens voor opvang voor weeskinderen. Initiatiefnemer was de Protestants Christelijke Stichting voor Verpleging, die in juli 1965 de eerste heipaal de grond in zag gaan. Het ontwerp is afkomstig van Cees van de Bom en Wouter Ingwersen.  De naam van het zorgcentrum verwijst naar de oorspronkelijk in het gebouw verwerkte poort richting de Johan van Oldenbarneveldtstraat. Het gebouw werd regelmatig gerenoveerd en bij een van die renovaties werd die poort onderdeel van het gebouw zelf; zodoende verdween de vrije doorloop.

## Kunst
Aan de kades is weinig plaats voor kunst in de openbare ruimte. De gevel van het zorgcentrum heeft echter vier mozaïeken die verwijzen naar het geloof en de verpleging. De geglazuurde bakstenen zijn geplaatst in de vorm van een anker, ondersteunende handen, hart- en kruis en verplegende handen. De maker en ontwerper is vooralsnog onbekend. De mozaïeken werden tijdens de bouw geplaatst.

## Afbeeldingen

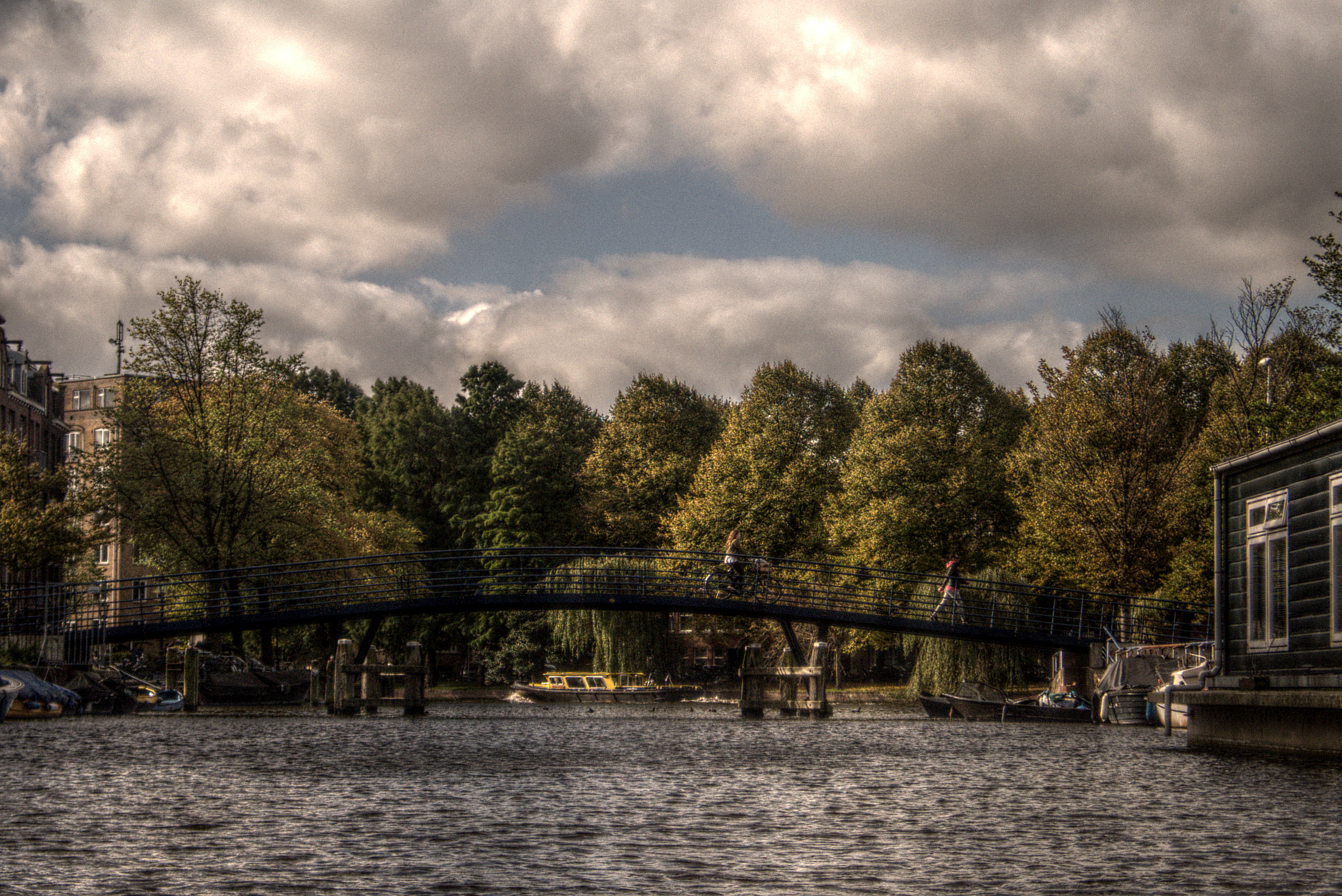
De Katterug, een brug over de Hugo de Grootgracht, gezien naar de Kostverlorenvaart; oktober 2013.
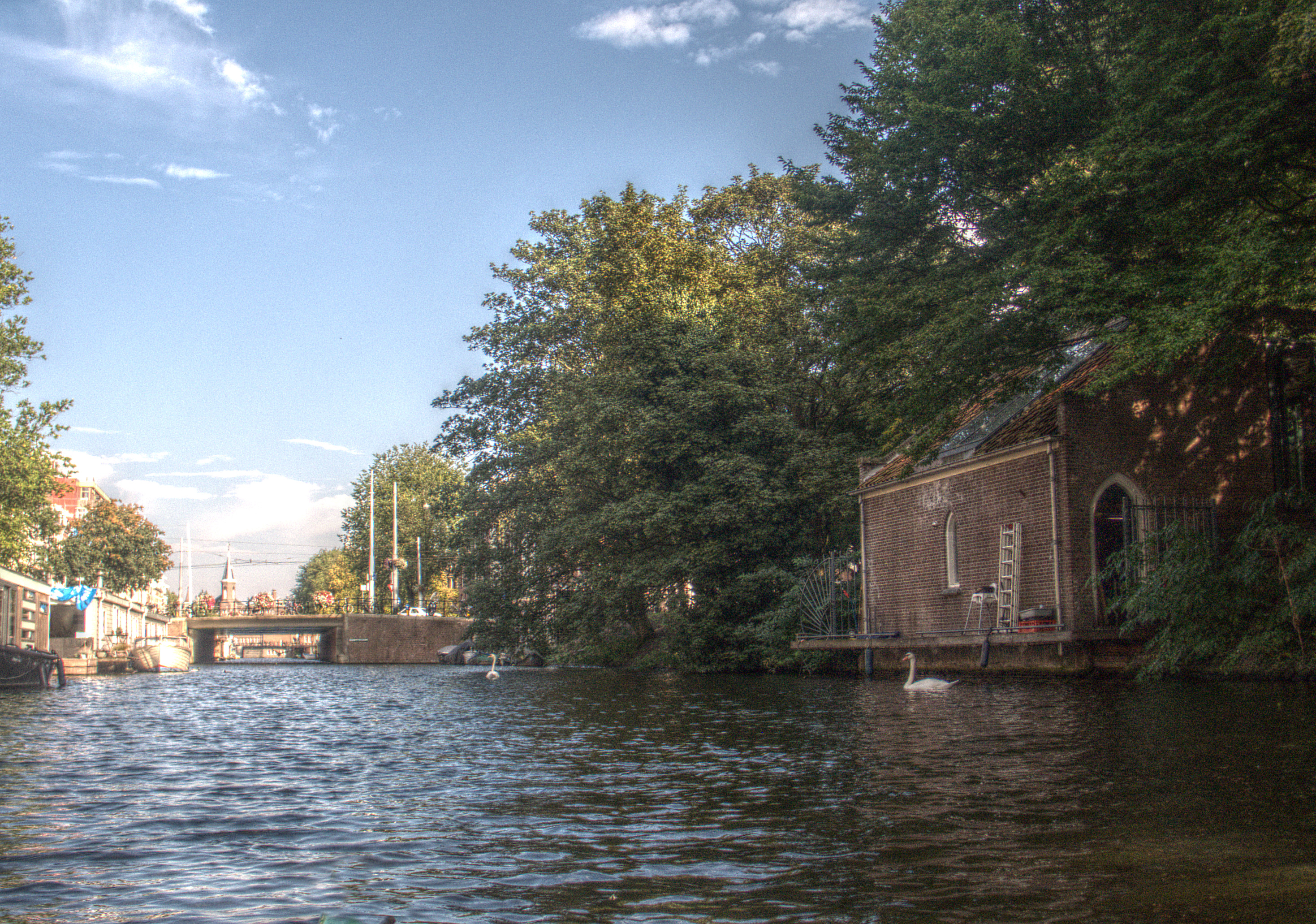
De Hugo de Grootgracht, met rechts het Bilderdijkpark en het lijkenhuisje van de voormalige begraafplaats aldaar
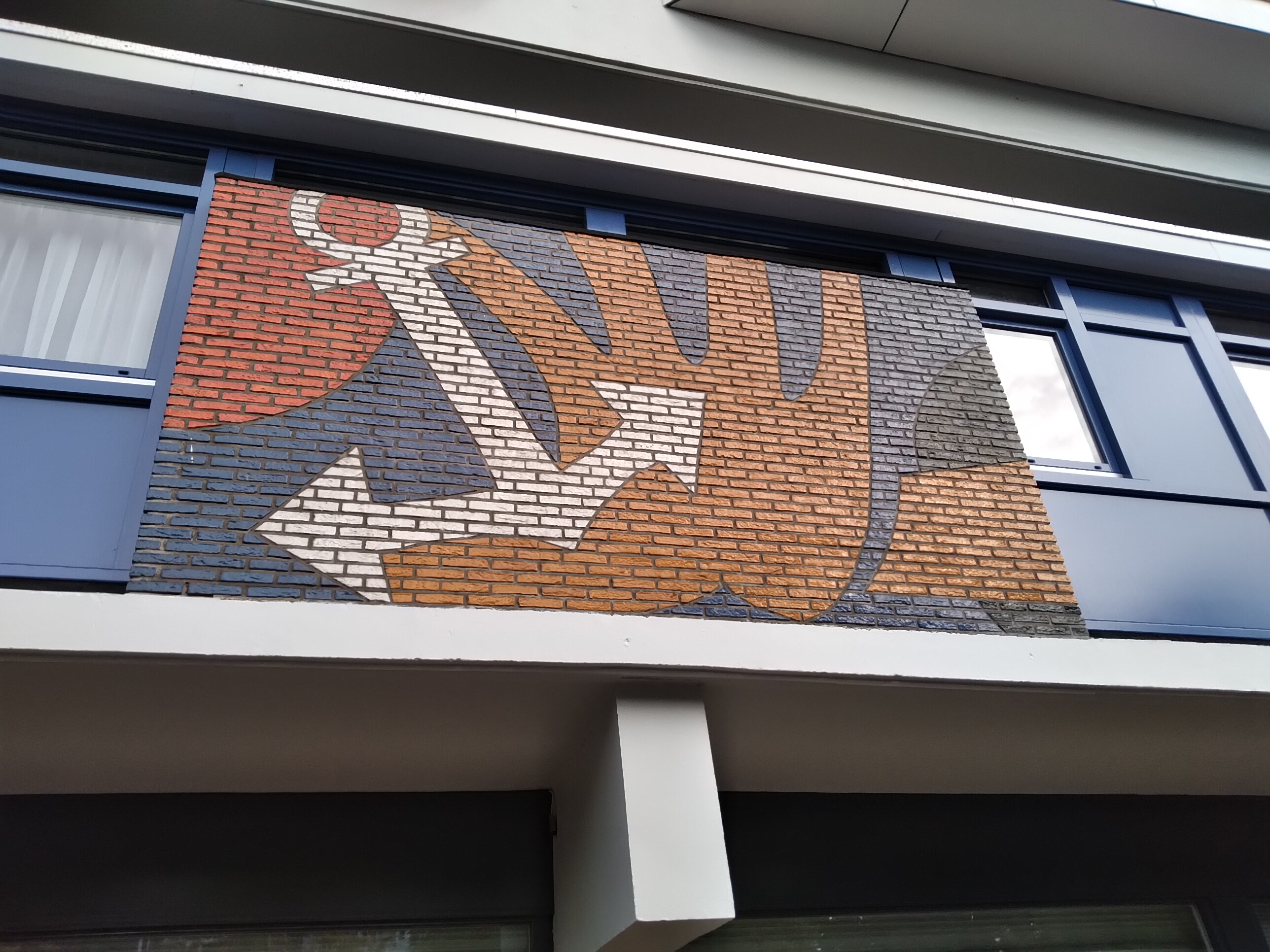
Een van de mozaïeken van De Poort (oktober 2020)